# 山根Yuriko茂樹
山根 Yuriko 茂樹（やまね ゆりこ しげき）は、日本のイラストレーター、クリエイティブディレクター、アートディレクター。

## 人物・来歴
山根茂樹とYurikoによるツーピースイラストレーターユニット。東京都在住。

## 受賞歴
- ロンドン国際広告・デザイン賞 WINNER（2003）
- ニューヨークTDC賞（2004）
- JMBA・CM大賞 大賞（2006）
- 広告電通賞 優秀賞（2008）
- クリオ賞 金賞（2008）
- D&AD YELLOW PENCIL（2009）
- One Show Design BRONZE（2009）
- Spikes Asia Advertising Festival Design Gold（2011）
- 交通広告グランプリ2012 車内ポスター部門 最優秀部門賞（2012）
- グッドデザイン賞（2012）
- 広告電通賞　雑誌広告電通賞（2015）
- 日本雑誌広告賞　経済産業大臣賞（2015）
- 読売広告賞　社会・教育部門 優秀賞（2018）
- 読売出版広告賞　銀賞（2018）
- D&AD　WOOD PENCIL（2020）

## 作品

### 広告
- Google - 「iGoogle アーティストキャンペーン」
- TOYOTA - 「残価設定型プラン／トヨタでクルマもアレも大作戦」
- サントリー - 「BOSS」「BOSS贅沢微糖」「Vittel」「金麦」「Diet」「NATURAi」「フレシネ」「オランジーナ」「鏡月」「ほろよい」「鏡月ウーロン」「鏡月ジャスミン」「KILLER COFFEE BY ZONe」「ジントニック専門店 G&T」
- JR東日本 - 「JR東日本グループ」「NEW DAYS」「TOKYO STATION CITY」「acure」
- フジテレビ - 「私を笑え」
- ラフォーレ原宿 - 「30周年」「1000YEN BAZAR Laforet」「LAFORET GRAND BAZAR 2014 WINTER」
- 明治製菓 - 「イキパンキャンペーン」「イキパン2キャンペーン」
- キリンビール – 「淡麗グリーンラベル」(2012)
- JAL - 「夏の先得　嵐」(2012)
- としまえん - 「キャンディ・イルミネーション」
- サザンオールスターズ & アミューズ - 「20周年」
- 沖縄県 - 「OKINAWA Bridging Asia」アジア主要5ヵ国キャンペーン
- 神戸新聞社 - 110周年記念エコバッグ制作・告知ラッピング新聞60段広告
- 朝日放送（ABC）・テレビ朝日 - 「熱闘甲子園2007」
- 静岡新聞・SBS -  企業ブランドキャンペーン「ドS。」（2014) 「超ドS。」（2015〜2016）「超介さん」（2017〜2018）
- JR西日本「マイ・フェイバリット関西」（2015）
- マキタ JAPANESE KUSAKARI 海外展開
- 小学館「小学一年生」正月新聞広告（2018）
- 日清食品 - 「日清焼そばU.F.O.」「カップヌードル」「香港日清　神味」
- 丸亀製麺 ソフトバンク SUPER FRIDAY（2019）
- 大丸「３００年クーロゼット」（2018）
- 新日本プロレス５０周年（2022）
- JRA「有馬記念2024」新聞15段広告（12/20）、オグリキャップ（12/17）・イクイノックス（12/18）・オルフェーヴル（12/19）新聞5段広告

### アニメーション
- 伊藤園 - 「お～いお茶」TV-CM 十三代目市川團十郎白猿襲名記念(2022)「日本には世界一のお茶がある」篇（日本版／海外版）
- サントリー - 「オランジーナ」TV-CM ピール篇（2014)
- サントリー - 「オランジーナ」TV-CM 冬もね！コドモ篇 冬もね！シェイク篇 冬もね！変な意味篇（2013)
- ディズニーオリジナルアニメーション - 「ブチが・・・っ？！」
- 集英社・集英社文庫 - 「ナツイチ2008蒼井優朗読アニメ」
- 「キユーピー時報CM」JR渋谷駅前ビジョン3面同時30秒2パターン。（2006年 - 2008年）

### キャラクター
- サントリー - 「オランジーナ／GEN」
- 環境省 - 「SUPER COOLBIZ／白くま」
- NHK教育 - 「モノランモノラン」2010年末 第61回NHK紅白歌合戦出場（ライゴー、スイリン、プゥート）
- 京王グループ - 「樹の里 高尾山へ／子天狗」
- ローソン - 「週刊ローソン／ローソンくん、ローソンちゃん」
- KDDI - 「DION／深津絵里キャラ」
- JR東日本「SNOW TRAiNG／スノーテディ」
- NTT東日本フレッツ光 - 「テレビに光を。／プラグくん」
- NTTレゾナント - 「モバイルgoo」
- 日本医師会 - 「ハートベア」
- ACジャパン - 「東京ヒント！／ヒントくん」
- 大阪ガス - 「Keep Blue ウィズガス／ヒゲニジー（声:阿藤快）」
- 大阪シティエアターミナル（OCAT） - 「キャティ」
- ワンルーム学校 - 「イヌボンヌ先生（声:杉田智和）」
- 南関東公営競馬SPAT4 - 「スパットくん、スパット部長、スパットちゃん」
- セガ・エンタープライゼス - 「湯川元専務のお宝探しゲーム」（Dreamcast）湯川元専務キャラクターイラスト

### ライド
- 京成電鉄 - 成田山新勝寺での十三代目市川團十郎白猿襲名奉告「團十郎号」伊藤園 お〜いお茶ラッピング
- 富士急ハイランド - 「ドドンパ (コースター)」4バリエーションイラストデザイン

### テレビ番組
- NHK教育おかあさんといっしょ - 「モノランモノラン」セット＆キャラクターデザイン
- テレビ神奈川 - 「ワンルーム学校」キャラクターデザイン・制作
- WOWOW - 「エキサイトマッチ」セットデザイン
- CSベネッセチャンネル「素敵に My Life #3」出演

### パッケージ
- サントリー -「ジントニック専門店 G&T」3種類
- 味の素 -「いのちのもとパッケージ」7種類
- 王子ネピア - 「超鼻セレブ」「聖なる超鼻セレブ」「真央の超鼻セレブ」
- 明治製菓 - 「XYLISH / MR.GRAPE 6種類、MISS ORANGE 6種類」
- コカ・コーラ - 「アロハボトル」4種類
- JT - 「GOLDEN BAT /SWEET&MILD、SWEET&COOL」

### ロゴ
- キリンビバレッジ - 「午後の紅茶おいしい無糖」おにぎり公式飲料エンブレム (2013)
- 東急プラザ 表参道原宿 - コミュニケーションロゴ
- 相模ゴム工業／サガミオリジナル0.02 - 「LOVE DISTANCE」
- オズ（代表取締役一瀬隆重）
- オズラ・ピクチャーズ（社長 一瀬隆重）
- I'll REGGAE Japansplash'92（タキオン／JAL）

### 演劇・イベント
- 漂流劇「ひょっこりひょうたん島」（2015〜2016）
- ラーメンズ プレゼンツ「ゴールデンボールズライブ」（2005）
- K.K.P.『TRIUMPH』（2008）
- 赤坂大歌舞伎／中村勘三郎（2008）
- WOWOWマイクタイソン
- UWFプロレス「真夏の格闘技戦 1988.8.13 有明コロシアム」

### 音楽
- 雑誌「ミュージック・マガジン」表紙（1997.1 - 1998.8）
- 萩原健一「WHAT'S? LAST LIVE」ライブパンフレット表紙（1985）
- 吉川晃司「仮説！吉川晃司」ツアーパンフレット表紙（1986）
- BUCK-TICK東京ドーム「バクチク現象」ライブパンフレットポスター仕様（1989）
- 「モントルー・ジャズ・フェスティバル」シリーズ LDジャケット
- 「マウント・フジ・ジャズフェスティバル'90」メインヴィジュアル
- ヌスラト・ファテー・アリー・ハーン 　ツアーパンフレット表紙（1992）
- 「レゲエ・ジャパンスプラッシュ」アートディレクション＆イラスト（1992、1993）
- すかんち「レターマン」シングルジャケット（1995）
- 大貫妙子「はるかな HOME TOWN」シングルジャケット（1996）
- THE ALFEE「新世界 -Neo Universe-」通常盤、デカジャケ盤（2010）
- GReeeeN「AB DEST!? TOUR!? 2010」通常DOME盤、通常STADIUM盤、通常SHIBUYA盤、限定!SUPERツアートラック盤（2010）
- THE ALFEE「Neo Universe 2013 Grateful Birth」ツアーヴィジュアル
- THE ALFEE「40周年 GENESIS 」ツアーヴィジュアル（2014)
- THE ALFEE「40周年 GENESIS II 」ツアーヴィジュアル（2014)
- THE ALFEE「40周年 GENESIS FINAL 」ツアーヴィジュアル（2014)
- C'mon Tigre 2nd album 「RACINES」(double12"LP重量盤)（2019）
- C'mon Tigre「MONO NO AWARE  物の哀れ」Official Video（2019）
- 日本フィルハーモニー交響楽団   落合陽一×日本フィル プロジェクトVOL.4 ＜＿する音楽会＞（2020）

### 空間／環境
- Y's for living 2024SS 松屋銀座B1F 地下通路ショーウインドウ
- くらしのある家プロジェクト「宮城県塩竈市伊保石ステーション仮設住宅サインアート」（2011 - )
- くらしのある家プロジェクト「福島県会津若松市扇町１号公園応急仮設住宅サインアート」（2011 ― )
- カフェ ネスカフェ原宿（2010）
- ユニバーサルミュージック（2010）
- 千里中央病院（2008）
- ヴィナシス金町（2009）

### ファッション
- 阪急百貨店 阪急うめだ本店「バレンタイン  ショーウインドウ」（2018）
- Rodeo Crowns/ロデオクラウンズ 2010 S/S
- 雑誌「流行通信」表紙（2004）
- BEAMS「HARAJUKU BEAMS STREET PROJECT」（2004）
- ANAYI
- ユナイテッドアローズ
- Y's for living

## 展覧会
- BEAMS B GALLERY （2000）
- JAGDATOKYO（2009）

## 作品集
- 「ウルトラ・マルシー・シゲキ・ヤマネ／京都書院」（1999）